# Pocałunek
Pour les articles homonymes, voir The Kiss.
Pour plus de détails, voir Fiche technique et Distribution.
Pocałunek est un court métrage polonais écrit et réalisé par Filip Gieldon, sorti en 2013.

## Synopsis
Après une soirée alcoolisée, Émilia (Agnieszka Żulewska), 20 ans, se réveille dans un appartement inconnu à côté d'une autre femme, Matylda (Matylda Paszczenko), 32 ans, qui prétend qu'elles ont couché ensemble la nuit dernière.

## Fiche technique
- Titre original : Pocałunek
- Titre international : The Kiss
- Réalisation : Filip Gieldon
- Scénario : Filip Gieldon
- Producteur : Jakub Michalski
- Producteur : Tomasz Hagstrom
- Monteur : Katarzyna Spioch
- Pays d’origine :  Pologne
- Langue d'origine : Polonais
- Genre : Drame, romance saphique
- Lieux de tournage :
- Durée : 22 minutes
- Dates de sortie :
  -  Pologne :
    - 27 juin 2013 (Koszalin Debut Films Festival)
    - 11 septembre 2013 au Festival du film polonais de Gdynia

  -  Allemagne : 17 octobre 2013 (Filmfest homochrom)
  -  Danemark : 4 octobre 2014 au MIX Copenhagen

## Distribution
- Agnieszka Żulewska : Émilia
- Matylda Paszczenko : Matylda